# کادر (استودیو)

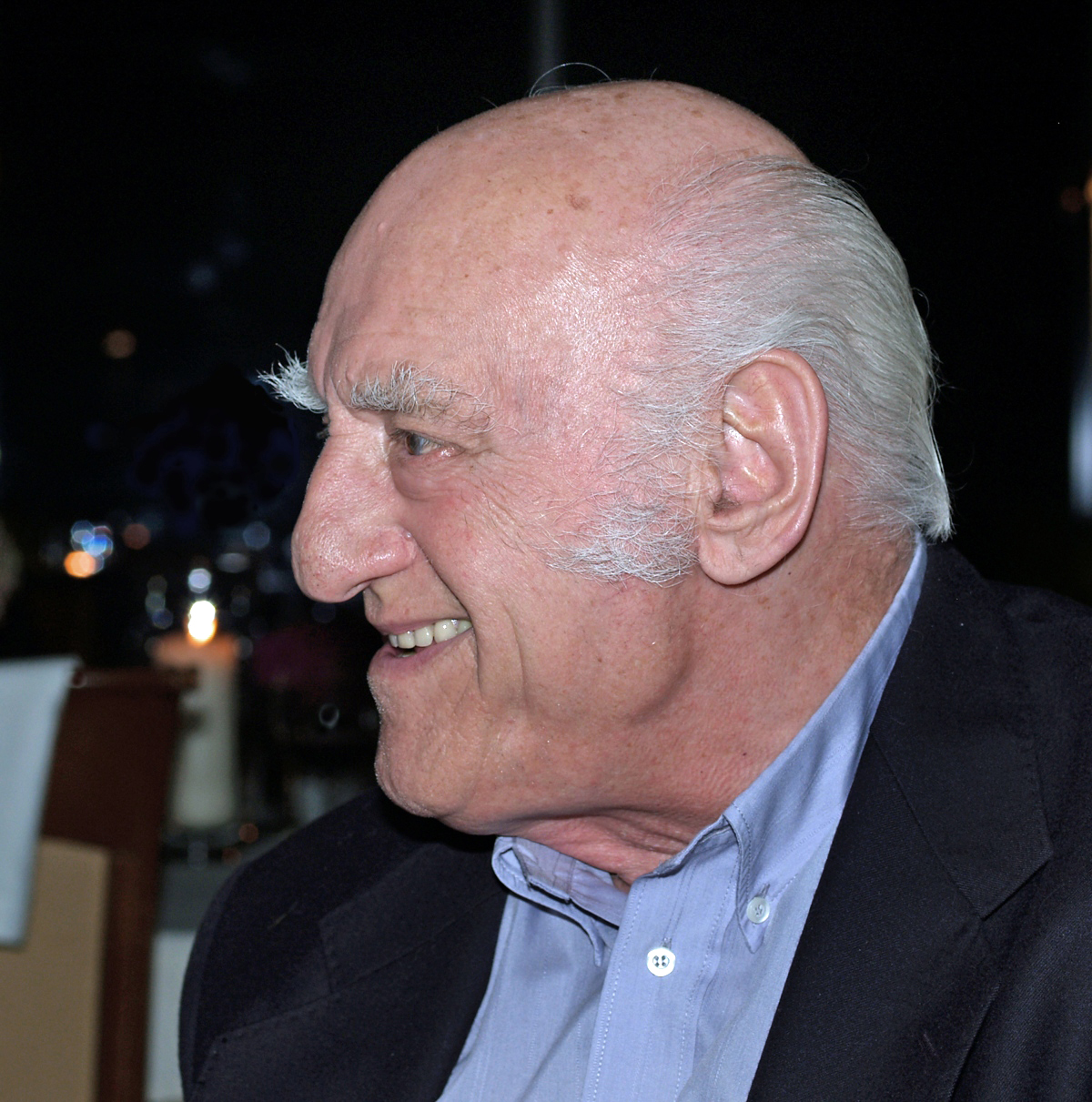
بنیان‌گذار استودیو «کادر» یژی کاوالروویچ

کادر (لهستانی: KADR) یکی از شرکت‌های اصلی و بزرگ تهیه و توزیع فیلم در لهستان است.
این شرکت که احتمالاً مهمترین استودیوی فیلم‌سازی لهستانی است در سال ۱۹۵۵ میلادی توسط یژی کاوالروویچ پایه‌گذاری شد و همچنان فعال است و در تولید بسیاری از آثار کلاسیک سینمای لهستان نقش داشته‌است.: ۱۰۵ 
برخی از فیلم‌های تولید شده توسط این شرکت عبارتند از:
- اتاق خودکشی (۲۰۱۱)
- سامسون (۱۹۶۱)
- مادر یوآنای فرشتگان (۱۹۶۱)
- عقاب (۱۹۵۹)
- خاکستر و الماس (۱۹۵۸)
- سایه (۱۹۵۶)
- کانال (۱۹۵۶)
- یک نسل (۱۹۵۵)